# Polybolos
El polybolos (en griego πολυβόλος, de πολύς, polys «muchos» y βάλλω, ballo «lanzar») fue una balista de repetición de la antigua Grecia atribuida al inventor Dionisio de Alejandría. 
Filón de Bizancio (c. 280 a. C.-c. 220 a. C.) encontró y describió un arma similar al polybolos, como una catapulta que podía disparar muchas veces sin necesidad de recarga manual como las ametralladoras modernas. Filón dejó una detallada descripción del engranaje que permitía el funcionamiento de su mecanismo de cadena, la aplicación más antigua de este mecanismo, gracias al cual los proyectiles se iban colocando en el disparador. 

## Mecanismo

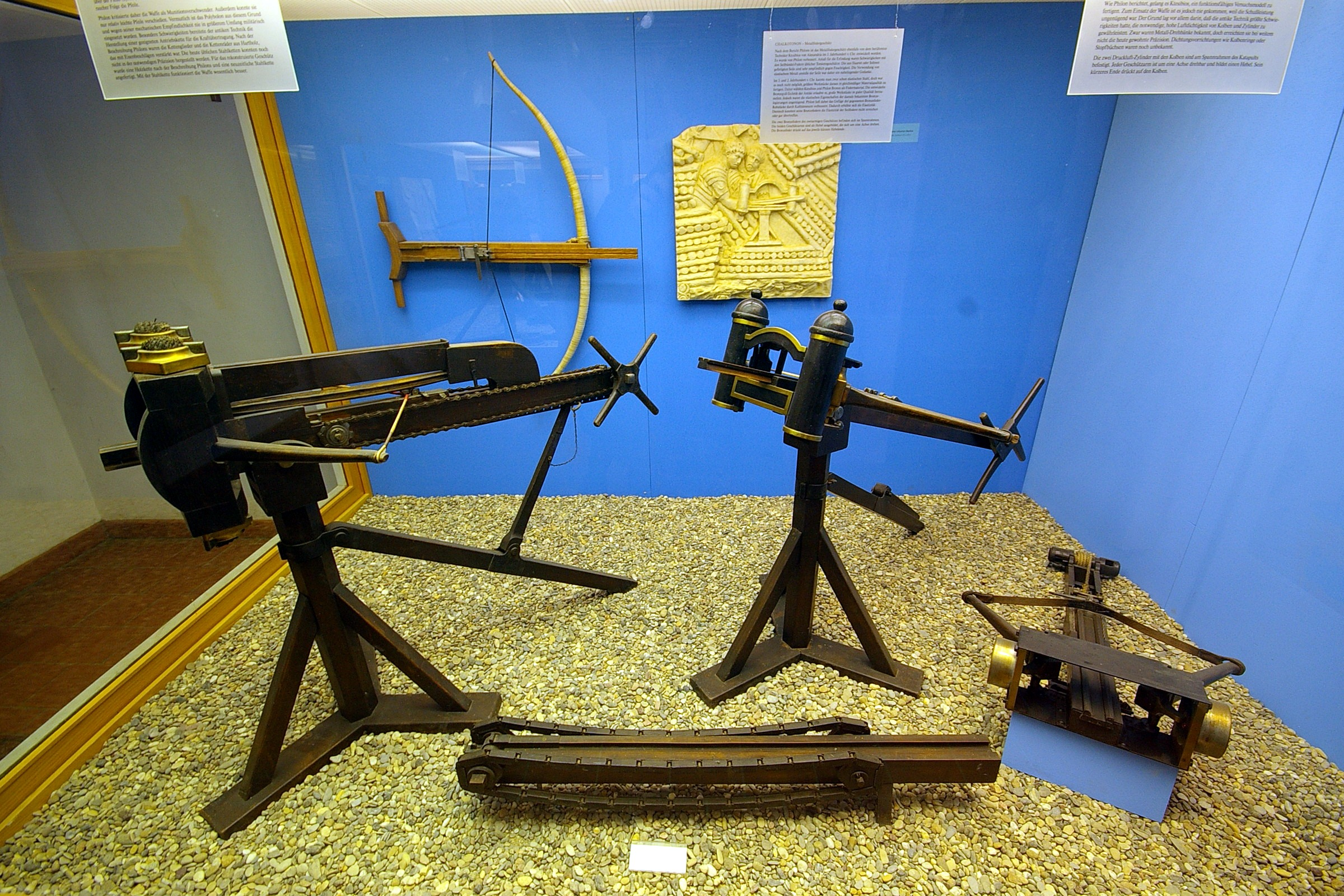
A la izquierda: una reconstrucción del polybolos del ingeniero Erwin Schramm (1856-1935). Arsenal de artillería antigua en el Museo de Saalburg, Hesse, Alemania.

El polybolos diferiría de una ballesta normal en que tenía un compartimento de madera sobre la mensa (la ranura que contenía el proyectil antes de ser disparado) capaz de mantener varias docenas de flechas. El mecanismo es único por ser impulsado por una cadena unida a un cabrestante, este tipo de cadena es una invención que a menudo se atribuye a Leonardo da Vinci.
Cuando se carga un nuevo proyectil, el cabrestante gira en el sentido de las agujas del reloj lo que alzaba el disparador, esto empujaba la mensa hacia adelante tensando la cuerda del arco, donde una solapa de metal empujaba el disparador. Una vez que la cuerda se colocaba en el mecanismo del disparador, el cabestrante giraba en sentido de las agujas del reloj, llevando la mensa hacia el mecanismo del disparador accionando la cuerda de arco.
Un palo redondo en la parte inferior de la recámara gira hacia abajo hasta que la mensa vuelve atrás, dejando caer otro proyectil en la ranura listo para ser disparado. A medida que se tira de la mensa hacia atrás, se topa con otro terminal como el que bloqueó la cadena en la posición, este empuja el gatillo y dispara automáticamente el polybolos, y el proceso se repite.

## Cultura popular
En 2010, un episodio de "MythBuster's" fue dedicado a la construcción y prueba de una replica, y concluyó que su existencia como un arma histórica era plausible. Sin embargo, la máquina que "MythBusters" construyó era propensa a roturas que tenían que ser arregladas varias veces.